# Gorja de Samarià

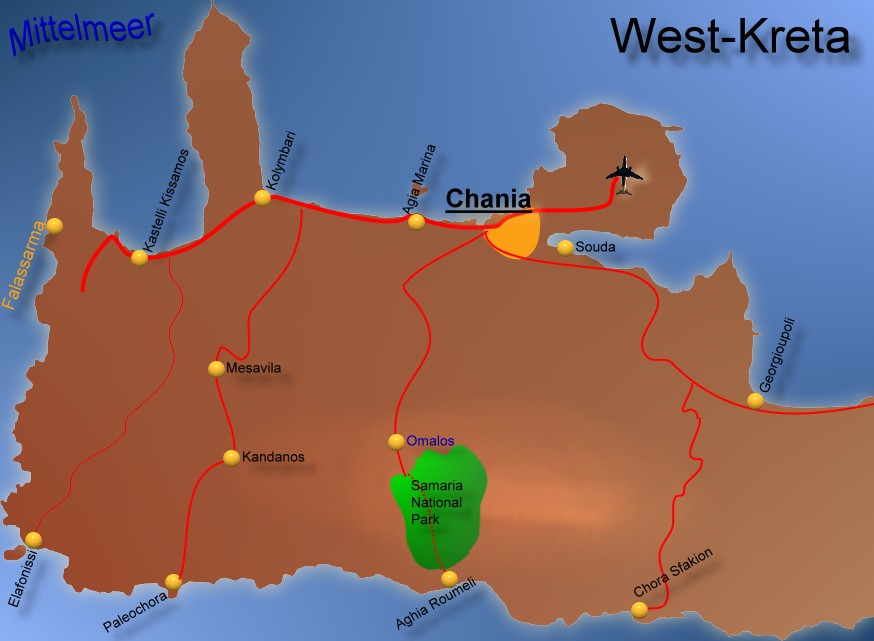
El Parc Nacional de la Gorja de Samarià

La Gorja de Samarià (grec Φαράγγι Σαμαριάς [fa'raji sama'rjas]) és un parc nacional a l'illa de Creta, i una de les més importants atraccions turístiques de l'illa, fins al punt que al ple de l'estiu la poden arribar a baixar 4.000 visitants cada dia.
La gorja és a la prefectura de Khanià, al sud-oest de Creta. Va ser excavada per una riera que corre entre les Lefka Ori (Muntanyes Blanques) i el mont Volakias. A les Muntanyes Blanques hi ha tota una sèrie de gorges, però aquesta és la més gran. En tot Europa, només és superada en llargada per la Gorja del Verdon, a Provença, i pel canyó del Tara a Montenegro.
Encara que hi ha qui diu que el congost és de 18 km de llarg, aquesta distància es refereix a la distància entre l'entrada al parc a Omalós a l'altiplà i el poblet d'Hàgia Rumeli a la costa. Estrictament el congost és de 16 km de llarg, a partir d'una altitud de 1.250 m a l'entrada nord, i acaba a les costes del mar de Líbia a Hàgia Rumeli. La caminada dins del Parc Nacional és de 13 km de llarg, però en queden 3 més fins Hàgia Rumeli des de la sortida del parc, fent una caminada total de 16 km.

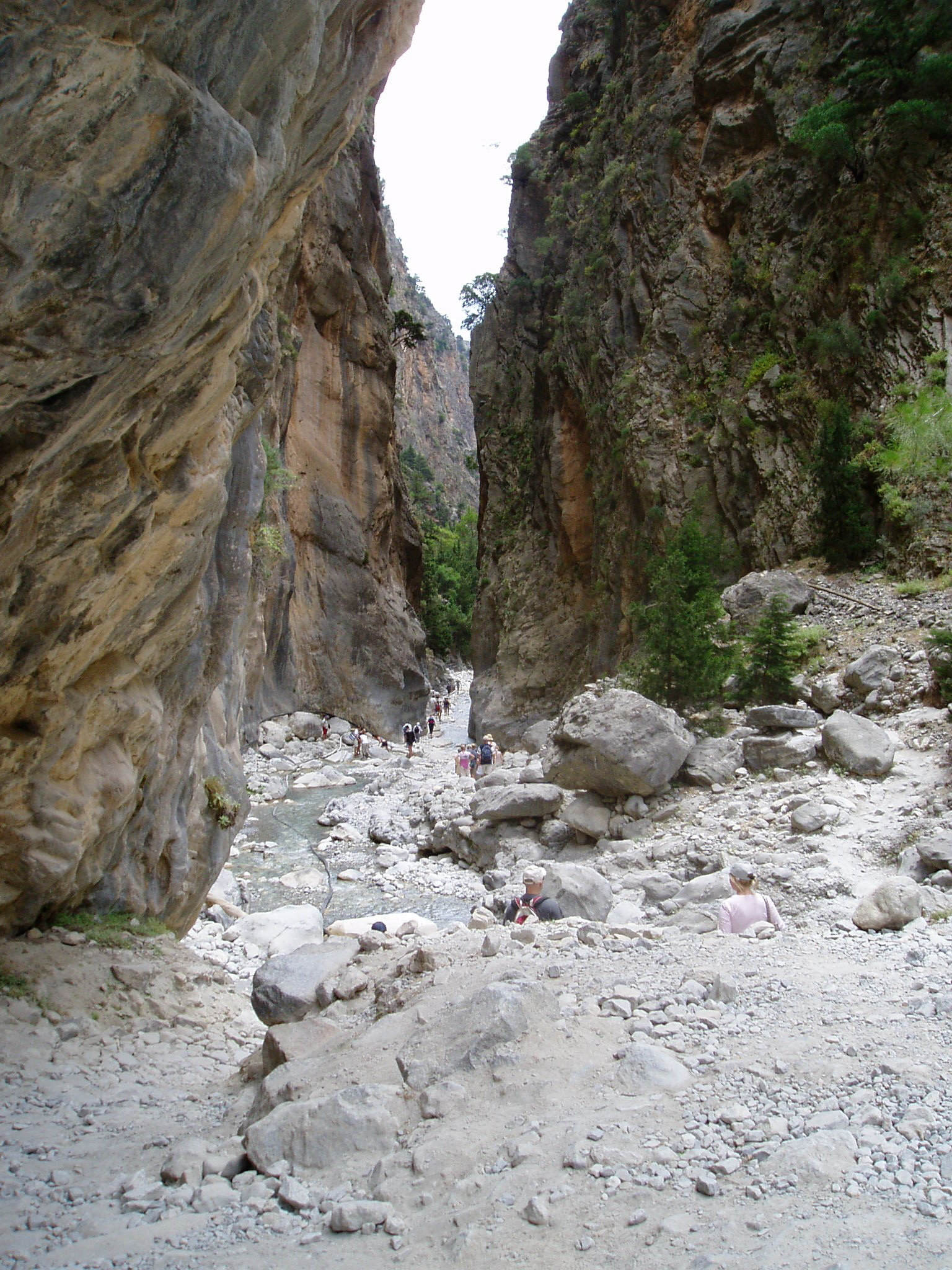
Portes, el punt més estret

El tram més famós de la gola és el tram conegut com a Portes, on els costats de la gorja s'estrenyen a menys de 3 metres i les parets s'eleven fins a una alçada de 500 m (el canvi de nom per portes de ferro sembla un invent posterior dels operadors turístics anglòfons).

## Història, fauna i flora
El 1941, durant la Segona Guerra Mundial, fugint dels invasors alemanys durant la batalla de Creta, el rei Jordi II de Grècia i els membres del govern grec van fugir per la gorja, com una part important del contingent britànic que defensava l'illa, i van ser evacuats a la costa en vaixells de la marina britànica.
La gorja es va convertir en un parc nacional el 1962, amb l'objectiu en particular de servir d'un dels últims refugis de la cabra salvatge de Creta o kri-kri i altres espècies animals en perill d'extinció, com el voltor comú i el trencalòs. També hi ha 14 espècies endèmiques de flora. La gorja és reserva de la biosfera de la UNESCO des del 1981.
L'antic poble de Samarià, que es troba a l'interior de la gorja, va ser abandonat pels habitants per fer lloc per al parc. El poble i el barranc deuen els noms a l'antiga església del poble dedicada a Osia Maria (Santa Maria).
Al seu voltant sovint apareixen cabres salvatges ben manses que estan massa acostumades a la presència humana.

## La visita

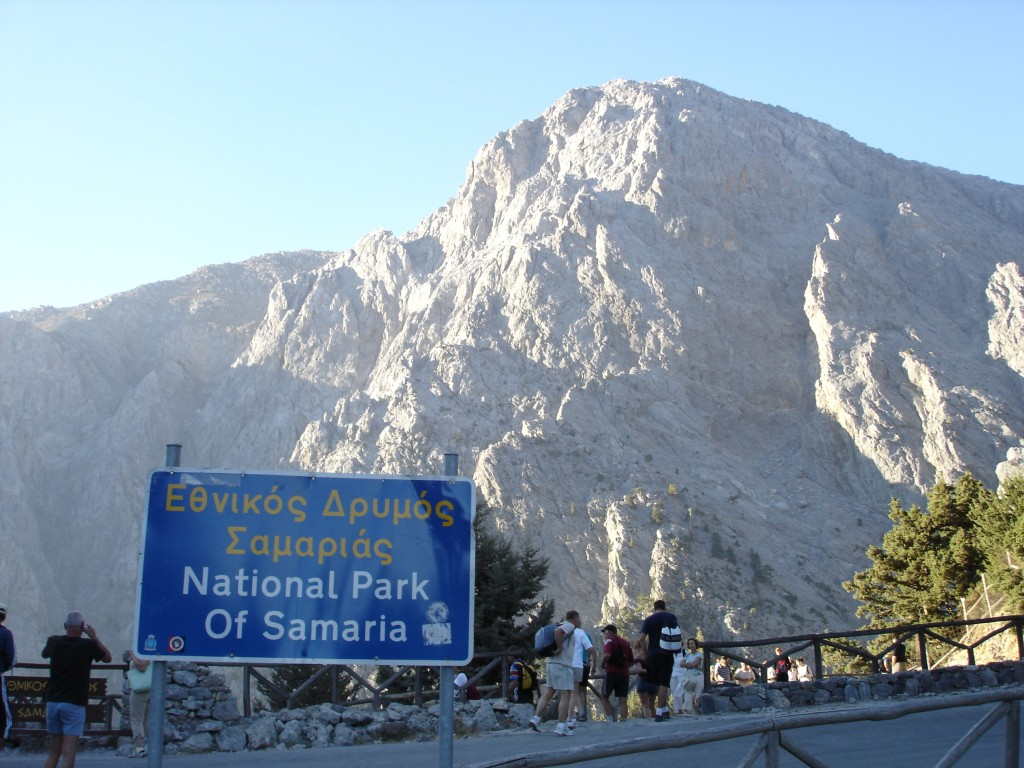
L'entrada a la gorja, al fons el mont Gigilos

L'excursió obligada per als xirucaires que visiten Creta és la caminada de baixada de tota la gorja des de l'altiplà d'Omalós fins a Hàgia Rumeli a la costa del mar de Líbia, des d'on hi ha línies regulars de vaixells cap a la població de Khora Sfakion (direcció est) i cap a Súgia i Paleókhora (direcció oest), on poden agafar un autobus de línia i retornar a Khanià. La caminada pot durar entre 4 i 7 hores, segons el ritme i la seguretat de la petjada, i pot resultar realment dura, especialment durant els dies de sol d'estiu; per això i per la llargada del recorregut no es recomana fer la caminada a menors de 10 anys. Cal portar bon calçat i és recomanable un bastó de caminar, ja que són freqüents les torçades de peu pel terra ple de còdols que ballen en molts trams del recorregut per la part baixa de la riera. També cal vigilar de no forçar els genolls en el primer tram de ràpid descens. A les parts estretes i amb parets rectes cal vigilar també algun roc que cau a vegades per moviments de cabres enfilades paret amunt.
Els operadors turístics locals organitzen excursions d'un dia a la gorja. Solen incloure el transport en autobús des de l'hotel fins a l'entrada del parc, prop del poble d'Omalós, i després l'autobús els ve a esperar a Khora Sfakion per tornar quan desembarquin del vaixell.
Si l'excursió es fa per lliure pot resultar difícil combinar les hores dels autobusos regulars de tornada el mateix dia. La combinació més fàcil i més freqüent és cap a l'oest, sortint per Khora Sfakion. Una alternativa a l'itinerari és quedar-se a fer nit en algun dels poblets de la costa sud (Paleókhora, Súgia, Hàgia Rumeli, Lutró), que resulten molt tranquils quan tota la massa de turistes ja ha marxat.
Una visita menys extenuant, que també ofereixen els operadors turístics locals, és la variant "per a mandrosos" (publicitada com lazy way), que és només la caminada, per un terreny planer i poc exigent, des d'Hàgia Rumeli fins a les Portes i tornar.
Les visites al parc nacional només es permeten entre maig i octubre, i només si les condicions meteorològiques ho permeten (per exemple, si no hi ha risc de riuades). Dins del parc està estrictament prohibit acampar, encendre-hi focs, o banyar-se a les basses de la riera. Els visitants han de seguir els itineraris marcats, i es controla que tothom que hi entra en surti per l'altre extrem (a la sortida se segella l'entrada com a record). A l'entrada es cobra una taxa que serveix per mantenir en condicions el parc: retirar escombraries, mantenir el pas lliure de rocs cada nova temporada, manteniment de fonts, lavabos, etc. i, és clar, per pagar els vigilants del parc i un metge per les emergències.
Cal tenir en compte que durant el recorregut dins del parc no hi ha cap mena d'establiment de restauració, per això cal portar menjar, però hi ha nombroses fonts d'aigua clara i potable (el poble d'Hàgia Rumeli pren el subministrament d'aigua d'aquí). En moltes parts de la gorja no hi ha cobertura de telèfon mòbil, només a l'antic poble de Samarià hi ha un telèfon, un heliport, i durant la temporada de visita, un metge. Ocasionalment, els vigilants del parc rescaten algú traient-lo muntat en ruc.